# Luciano Zamparo
Luciano Zamparo (Palmanova, 20 giugno 1947) è un ex calciatore italiano, di ruolo portiere.

## Carriera
Debutta in Serie C nell'Entella nel 1966 prima di passare al Genoa, dove è portiere di riserva scendendo in campo tre volte nel campionato di Serie B 1967-1968.
Nel 1968 passa al Como dove gioca per quattro stagioni in Serie B, alternandosi con Bianchi nel campionato 1969-1970 e diventando titolare l'anno successivo.
Dopo un anno come secondo portiere a Cesena, scende di categoria difendendo la porta della Lucchese nel 1973 e del Belluno nei due anni successivi. Passa al L.R. Vicenza dove è portiere di riserva e poi torna in Serie C dove è titolare a Trento, ed infine chiude la carriera nel 1981 con il Casale.